# Capriano del Colle
Capriano del Colle (lombardul: Cavreà) település Olaszországban, Lombardia régióban, Brescia megyében. Lakosainak száma 4710 fő (2023. január 1.). Capriano del Colle Azzano Mella, Bagnolo Mella, Castel Mella, Dello, Flero és Poncarale községekkel határos.

## Népesség
A település népességének változása:
| Lakosok száma | 4667 | 4644 | 4710 |
|               | 2017 | 2018 | 2023 |